# Géométrie synthétique
La géométrie synthétique ou géométrie pure est fondée sur une approche axiomatique (donc, « purement logique ») de la géométrie. Elle constitue une branche de la géométrie étudiant diverses propriétés et divers théorèmes uniquement par des méthodes d'intersections, de transformations et de constructions. Elle s'oppose à la géométrie analytique et refuse systématiquement l'utilisation des propriétés analytiques des figures ou l'appel aux coordonnées. Ses concepts principaux sont l'intersection, les transformations y compris par polaires réciproques, la logique. Un outil très puissant qu'elle utilise est la théorie des ensembles, par le biais des propriétés structurelles (groupe, groupe commutatif, etc.) de tel ou tel ensemble de transformations.
La géométrie pure est antérieure à la géométrie analytique (voir l'histoire de la géométrie) et englobe donc tous les travaux antérieurs à cette dernière. Toutefois, on assimile parfois le terme de géométrie synthétique au courant qui s'est affirmé, en réaction à l'emploi jugé abusif des méthodes analytiques au début du XIXe siècle. Les travaux les plus connus de ce courant furent l'œuvre de Monge, Brianchon, Dupin, Gergonne, Chasles, Poncelet, Steiner qui développa une approche synthétique de la géométrie projective, Lemoine, von Staudt.

## Controverse entre géométries analytique et synthétique
Au début du XIXe siècle, quelques géomètres comme Gergonne ont exprimé une inquiétude, celle de voir disparaitre la géométrie pure au profit de la géométrie analytique. Le reproche était que la géométrie analytique permet certes de démontrer une propriété à l'aide d'opérations sur les nombres dans un système de coordonnées, mais sans comprendre fondamentalement pourquoi cette propriété est vraie géométriquement. Une excellente illustration de cette controverse réside dans le problème d'Apollonius : « étant donnés trois cercles du plan, construire les huit cercles qui leur sont tangents ».[réf. nécessaire] Les partisans de la géométrie dite synthétique, à l'aide d'une démonstration élégante reposant uniquement sur des concepts de similitude et polarité, y voyaient l'emblème de leur supériorité sur les analytiques. Dans l'enseignement secondaire en France (et aussi dans d'autres pays), la géométrie synthétique a eu tendance à être supplantée par la géométrie analytique dans les années 1960-1970, lors de la période dite des mathématiques modernes, avant d'effectuer un retour en tant que base de l'apprentissage du raisonnement.
Selon Jean Dieudonné, "les grotesques querelles des géomètres "synthétiques" et des géomètres "analytiques", aussi incompréhensibles pour nous que les discussions byzantines sur le sexe des anges, ont rempli des volumes au XIXè siècle".

## Note
1. ↑  Le terme géométrie synthétique est souvent associé au mouvement qui s'opposa à l'hégémonie de la géométrie analytique.
2. ↑  Jean Dieudonné, Algèbre linéaire et géométrie élémentaire, Hermann (éditions), 1964, p. 12